# Prequelle
Prequelle es el cuarto álbum de la banda sueca de heavy Metal, Ghost. Se trata de un álbum conceptual que narra la vida de un hombre durante la Peste Negra. Fue lanzado a la venta el 1 de junio de 2018 bajo el sello discográfico Loma Vista Recordings. 
Su tour por Estados Unidos "Rats! On The Tour 2018" fue la gira de promoción del primer sencillo, «Rats», mientras que la gira "A Pale Tour Named Death" fue para la promoción del álbum.

## Lista de canciones
| N.º   | Título                           | Duración |  |
| 1.    | «Ashes»                          | 1:21     |  |
| 2.    | «Rats»                           | 4:21     |  |
| 3.    | «Faith»                          | 4:29     |  |
| 4.    | «See the Light»                  | 4:05     |  |
| 5.    | «Miasma» (Instrumental)          | 5:17     |  |
| 6.    | «Dance Macabre»                  | 3:39     |  |
| 7.    | «Pro Memoria»                    | 5:39     |  |
| 8.    | «Witch Image»                    | 3:30     |  |
| 9.    | «Helvetesfönster» (Instrumental) | 5:55     |  |
| 10.   | «Life Eternal»                   | 3:27     |  |
| 41:43 |                                  |          |  |

| Edición de lujo |                                       |          |  |
| N.º             | Título                                | Duración |  |
| 1.              | «It's a Sin» (cover de Pet Shop Boys) | 4:40     |  |
| 2.              | «Avalanche» (cover de Leonard Cohen)  | 3:46     |  |
| 50:46           |                                       |          |  |

## Temas
El tema de 'Prequelle' esta vagamente enfocado en el concepto de la "muerte y la peste". Forge además ha declarado que el tema del disco es enfocado a la época medieval, pero sin embargo toma bastantes cosas de la actualidad. Según Forge "La peste negra es un gran ejemplo de punto de inflexión para toda una civilización. Aldeas completas fueron aniquiladas. La mayoría de la gente sabía muy poco, entonces todo era Dios o el Demonio, y su fe fue cuestionada: ¿Por qué estamos siendo abatidos por este gran flagelo? ¿Debo temer a Dios? ¿No lo temo lo suficiente? Y todas estas tonterías supersticiosas".
"Rats", tema que abre el disco con guitarras pesadas para dejar clara la afinidad de Ghost por el metal pesado. En realidad no es profundamente sobre roedores, se trata de algo que se extiende como un incendio forestal destruye por completo las cosas más rápido de lo que crees, como el Black Metal.
Otro tema del disco se titula "Faith", repleto de ritmos medievales y guitarras elevadas, como una balada rock.
Con otra referencia a la plaga, "Dance Macabre" captura una "alegre vida nocturna en una canción disco", como un excesivo festejo final de la población antes de prepararse para la muerte y que todo el entorno se cayera a pedazos.
“Life Eternal”, adornado con múltiples capas de piano y voces sugerentes, cierra el disco con la pregunta si te dieron la opción de vivir para siempre; "¿Te gustaría hacer eso?" .

## En general

### Ghost
Cardinal Copia - Voz
Ghouls – Guitarra, bajo, teclado, batería, guitarra rítmica. 
Personal Técnico
- Tom Dalgety - Productor
- Andy Wallace - Mezclas
- Zbigniew M. Bielak - Arte